# جيمس تي ستيفنز
جيمس تي ستيفنز (بالإنجليزية: James T. Stephens)‏ هو شخصية أعمال أمريكي، ولد في 14 أبريل 1939 في برمنغهام في الولايات المتحدة.